# Mohamed Abdel Monsef
Pour les articles homonymes, voir Moncef.
Mohamed Abdel Monsef est un footballeur égyptien né le 6 février 1977 au Caire.
Il a remporté plusieurs coupes d'Afriques des nations avec l'équipe d'Égypte.

## Carrière
- 1997-2010 : Zamalek ( Égypte)
- 2010-2012 : El Gouna FC ( Égypte)
- 2013- : ENPPI Club ( Égypte)